# Československá basketbalová liga 1957-1958
La Československá basketbalová liga 1957-1958 è stata la 30ª edizione del massimo campionato cecoslovacco di pallacanestro maschile. La vittoria finale è stata ad appannaggio dello Spartak ZJŠ Brno.

## Risultati

### Stagione regolare
|     | Squadra                | G  | V  | P  | PF   | PS   | Pt. | Qualificazione |
| --- | ---------------------- | -- | -- | -- | ---- | ---- | --- | -------------- |
| 1.  | Spartak ZJŠ Brno       | 22 | 21 | 1  | 1779 | 1365 | 43  |                |
| 2.  | Slovan Orbis Praga     | 22 | 18 | 4  | 1855 | 1538 | 40  |                |
| 3.  | Slávia Bratislava      | 22 | 16 | 6  | 1648 | 1519 | 38  |                |
| 4.  | Spartak Praga Sokolovo | 22 | 15 | 7  | 1643 | 1478 | 37  |                |
| 5.  | Dynamo Praga           | 22 | 14 | 8  | 1547 | 1453 | 36  |                |
| 6.  | Dukla Mariánská Lázně  | 22 | 11 | 11 | 1645 | 1589 | 33  |                |
| 7.  | Jednota Košice         | 22 | 8  | 14 | 1511 | 1589 | 30  |                |
| 8.  | Slavoj Vyšehrad        | 22 | 7  | 15 | 1478 | 1596 | 29  |                |
| 9.  | Iskra Svit             | 22 | 7  | 15 | 1618 | 1766 | 29  |                |
| 10. | Sokol Ostrava          | 22 | 7  | 15 | 1359 | 1460 | 29  |                |
| 11. | Spartak Tesla Žižkov   | 22 | 4  | 18 | 1399 | 1689 | 26  | retrocesse     |
| 12. | Lokomotíva Bratislava  | 22 | 3  | 19 | 1429 | 1869 | 25  | retrocesse     |

| Československá basketbalová liga 1957-1958 |
| ------------------------------------------ |
| Spartak ZJŠ Brno 8º titolo                 |

## Formazione vincitrice
| N° | Naz.                      | Ruolo | Sportivo           |  | Alt. |  |
| -- | ------------------------- | ----- | ------------------ |  | ---- |  |
|    | Cecoslovacchia (bandiera) |       | Zdeněk Konečný     |  | 204  |  |
|    | Cecoslovacchia (bandiera) |       | František Konvička |  | 192  |  |
|    | Cecoslovacchia (bandiera) |       | František Pokorný  |  |      |  |
|    | Cecoslovacchia (bandiera) |       | Milan Merkl        |  |      |  |
|    | Cecoslovacchia (bandiera) |       | Zdeněk Bobrovský   |  | 186  |  |
|    | Cecoslovacchia (bandiera) |       | Luboš Kolář        |  |      |  |
|    | Cecoslovacchia (bandiera) |       | Radoslav Sís       |  |      |  |
|    | Cecoslovacchia (bandiera) |       | Miloš Nebuchla     |  |      |  |
|    | Cecoslovacchia (bandiera) |       | Helan              |  |      |  |
|    | Cecoslovacchia (bandiera) |       | Švanda             |  |      |  |
|    | Cecoslovacchia (bandiera) | All.  | Ivan Mrázek        |  |      |  |

## Fonti
- Ing. Pavel Šimák: Historie československého basketbalu v číslech (1932-1985), Basketbalový svaz ÚV ČSTV, květen 1985, 174 stran
- Ing. Pavel Šimák: Historie československého basketbalu v číslech, II. část (1985-1992), Česká a slovenská basketbalová federace, březen 1993, 130 stran
- Juraj Gacík: Kronika československého a slovenského basketbalu (1919-1993), (1993-2000), vydáno 2000, 1. vyd, slovensky, BADEM, Žilina, 943 stran
- Jakub Bažant, Jiří Závozda: Nebáli se své odvahy, Československý basketbal v příbězích a faktech, 1. díl (1897-1993), 2014, Olympia, 464 stran